# Resurgence (2024)
L'édition 2024 de Resurgence est un Pay-per-view de catch (lutte professionnelle) produit par la promotion New Japan Pro-Wrestling. L'événement a eu lieu le 11 mai 2024 à la Toyota Arena à Ontario (Californie). Il s'agit de la 3e édition de Resurgence.

## Contexte
Les spectacles de la New Japan Pro Wrestling (NJPW) sont constitués de matchs aux résultats prédéterminés par les scénaristes de la compagnie. Ces rencontres sont justifiées par des storylines – une rivalité avec un catcheur, la plupart du temps – ou par des qualifications survenues dans les shows de la NJPW. Tous les catcheurs possèdent une gimmick, c'est-à-dire qu'ils incarnent un personnage gentil (Face) ou méchant (Heel), qui évolue au fil des rencontres. Un événement comme Resurgence est donc un événement tournant pour les différentes storylines en cours.

## Tableau des matchs
| Ordre par numéros | Résultat                                                                                         | Stipulation(s)                                                         | Temps |
| --- | ------------------------------------------------------------------------------------------------ | ---------------------------------------------------------------------- | ----- |
| 1P | Matt Vandagriff bat Adrian Quest                                                                 | Strong Survivor match                                                  | 4:27  |
| 2P | Mustafa Ali bat Lio Rush                                                                         | Match simple                                                           | 6:27  |
| 3 | House of Torture (Evil, Jack Perry et Ren Narita) bat Rocky Romero, The DKC et Tomohiro Ishii    | 6-Man Tag Team match                                                   | 11:29 |
| 4 | Team Filthy (Jorel Nelson et Royce Issacs) bat The Dirty Work (Tom Lawlor et Fred Rosser)        | Tag Team match                                                         | 11:54 |
| 5 | Guerrillas of Destiny (El Phantasmo et Hikuleo) bat TMDK (Shane Haste et Mikey Nicholls) (c)     | Tag Team match pour les Strong Openweight Tag Team Championship        | 10:17 |
| 6 | Stephanie Vaquer (c) bat Alex Windsor                                                            | Match simple pour le Strong Women's Championship                       | 10:53 |
| 7 | Los Ingobernables de Japon (Yota Tsuji et Tetsuya Naitō) bat Bullet Club (David Finlay et Kenta) | Tag Team match                                                         | 14:45 |
| 8 | Zack Sabre Jr. bat Hiroshi Tanahashi                                                             | Match simple                                                           | 12:12 |
| 9 | Jeff Cobb (c) bat Lance Archer                                                                   | Match simple pour le NJPW World Television Championship                | 11:35 |
| 10 | Shingo Takagi (c) bat Yuya Uemura                                                                | Match simple pour le NEVER Openweight Championship                     | 21:00 |
| 11 | Gabe Kidd bat Eddie Kingston (c)                                                                 | No Rope Last Man Standing match pour le Strong Openweight Championship | 20:19 |
| 12 | Jon Moxley (c) bat Shota Umino                                                                   | Match simple pour le IWGP World Heavyweight Championship               | 34:18 |
| La lettre C placée entre parenthèses désigne la personne ou l’équipe championne en titre. P – indique que le match a eu lieu lors du pré-show |                                                                                                  |                                                                        |       |